# Perín
Perín és una diputació situada a 15 quilòmetres a l'oest de Cartagena, entre Las Lomas, Las Carrascas i la Serra de la Muela, sent una de les més extenses dels 505 km² del terme municipal cartagener. Dintre de la diputació existeixen diverses pedanies com Galifa, Cuesta Blanca o La Azohía, totes elles amb els seus propis costums i festivitats.
Va experimentar un desenvolupament notable amb la mineria cartagenera, de la qual va poder beneficiar-se durant alguns anys, d'aquesta època perviuen les antigues bocamines abandonades, així com elements patrimonials com la fortalesa i bateria de Castillitos.